# Grzegorz Bednarczyk
Grzegorz Bednarczyk (ur. 1956) – polski duchowny baptystyczny, w latach 1995-1999 przewodniczący Rady Kościoła Chrześcijan Baptystów w RP.

## Życiorys
Jest synem Ludmiły i Krzysztofa Bednarczyków. Ukończył magisterskie studia teologiczne w Chrześcijańskiej Akademii Teologicznej w Warszawie. W 1995 na podstawie rozprawy pt. Kulturowo-społeczne uwarunkowania ewangelizacji na przykładzie Bielska-Białej napisanej pod kierunkiem ks. prof. Władysława Piwowarskiego uzyskał na Wydziale Nauk Społecznych Katolickiego Uniwersytetu Lubelskiego stopień naukowy doktora nauk humanistycznych w zakresie socjologii, specjalność: socjologia religii.
Początkowo pełnił służbę pastora zboru Kościoła Chrześcijan Baptystów w RP w Chrzanowie, a następnie - do chwili obecnej - pastora zboru baptystycznego w Bielsku-Białej, w ramach którego był czołowym twórcą Chrześcijańskiego Ośrodka Edukacji i Kultury.
W latach 1995–1999 był zwierzchnikiem Kościoła Chrześcijan Baptystów w RP. W tym okresie zasiadał też w Komisji Wspólnej Przedstawicieli Rządu RP i Polskiej Rady Ekumenicznej.